# 阿倫·奇勒
阿倫·約翰·奇勒（Allan John Clarke，1946年7月31日—）出生於英格蘭斯塔福德郡威倫霍爾北部的索特希夫（Short Heath），是一名前足球運動員，司職前鋒，於1970年代效力黃金時期的列斯聯。

## 生平
早期經歷
奇勒出身華素爾，在年僅16歲時已作處子上陣，其後以35,000英鎊身價轉投富咸。由於表現出色，莱斯特城願意付出15萬英鎊收購這名尚曾在頂級聯賽亮相的小伙子。奇勒只在李斯特城逗留一個球季，期間的高潮是出席1969年足總盃決賽，惟以0-1不敵曼城而屈居亞軍。決賽後數星期，唐·李維給予李斯特城當時全英最高轉會費16萬5,000英鎊將奇勒帶到列斯聯。
黃金時期
奇勒在艾蘭路球場的首個球季即射入26球大顯身價，獲得「嗅探」（Sniffer）的綽號，而列斯聯亦在追逐其「三冠夢」——甲組聯賽、足總盃及歐冠盃，但最終卻一無所得。在溫布萊對車路士的足總盃決賽奇勒射門中柱彈出，前鋒拍檔米克·鍾斯（Mick Jones）補射中鵠，完場2-2平手需要重賽；於奧脫福重賽奇勒扭過數名車路士守將傳交米克·鍾斯首開紀錄，但列斯聯最後仍以1-2見負屈居亞席。而聯賽則在煞科日失落給愛華頓。歐冠盃於準決賽被些路迪淘汰。
晉身國際
1970年夏季，雖然從來未曾代表英格蘭，奇勒獲召加入國家隊的墨西哥世界盃決賽週大軍，為一個四大皆空的球季帶來一點補償。在分組賽最後一場對捷克處子上陣，於下半場50分鐘射入十二碼協助英格蘭以1-0獲勝及順利出線淘汰制的半準決賽；領隊藍西（Alf Ramsey）在半準決賽用回哥富·靴斯出戰西德，不幸以2-3落敗遭淘汰。世界盃後奇勒開始成為國家隊常規正選，在接著三場對東德、馬爾他及北愛爾蘭的比賽均取得入球。 
歐洲成功
1971年列斯聯在足總盃第五圈爆冷被低級別的高車士打踢出局，賽後隊醫診斷奇勒患上胸膜炎。但列斯聯在歐洲城市博覽會盃決賽兩回合累計3-3賽和祖雲達斯，以作客入球優惠第二次贏得錦標，奇勒在次回合主場首開紀錄。惟再次在煞科日失落聯賽桂冠。   
最著名入球
1972年列斯聯晉級百週年足總盃決賽，在溫布萊對衛冕冠軍阿仙奴，比賽緊張而不精彩，奇勒在早段曾有一球射中橫楣及一球插水式頭球不入，下半場53分鐘奇勒接應米克·鍾斯急勁的橫傳，在離門15碼頂球直飛球門左上角入網，列斯聯就憑這入球1-0擊敗阿仙奴，而奇勒亦取得其唯一一枚足總盃冠軍獎牌。但美中不足是在奪得足總盃後兩日，列斯聯在聯賽負於狼隊，再次錯失贏取聯賽冠軍的機會，未能趕上去年阿仙奴雙料冠軍的成就。
1973年：壞年頭
1973年奇勒代表國家隊在咸普頓公園（Hampden Park）5-0大破蘇格蘭中梅開二度。奇勒與列斯聯再次晉身足總盃決賽，卻爆大冷以0-1負於新特蘭。奇勒獲選為是年列斯聯年度最佳球員。該年稍後的10月17日，英格蘭在溫布萊對波蘭進行許勝不許敗的世界盃外圍賽，爭逐西德世界盃決賽週入場劵，英格蘭先落後一球，其後獲判十二碼罰球，奇勒冷靜地射入扳平1-1，但再不能攻破波蘭出色門將扬·托马谢夫斯基（Jan Tomaszewski）的大門，英格蘭愔然出局。
本土成王、歐洲敗寇
1974年奇勒蟬聯列斯聯的首席神射手寶座，而球隊創下開季29場不敗的輝煌戰績下，亦順利贏得聯賽錦標，為奇勒增加一面冠軍獎牌。翌年1975年11月19日，奇勒第19次亦是最後一次代表英格蘭出賽對葡萄牙，期間為國家隊射入10球。而列斯聯亦首次晉級歐洲冠軍盃的決賽。但這場在巴黎王子公园球场舉行對拜仁慕尼黑的比賽列斯聯以0-2落敗而回，奇勒於上半場在禁區內遭拜仁慕尼黑隊長碧根鮑華侵犯而未獲判十二碼 。而這場決賽亦是列斯聯於50及60年代的黃金組合最後一次同場競逐錦標，球隊在決賽後各散東西，領隊唐·李維更於早一年離隊任教英格蘭，而奇勒則於1978年因膝傷未能在頂級聯賽立足而離隊，在效力列斯聯期間共上陣351場及射入151球。而他在列斯聯末期最為人樂道是1977年足總盃準決賽射破曼聯的大門，但列斯聯仍以1-2見負被淘汰；在他離隊前數個月，他再次攻入曼聯大門為列斯聯取得1-0的勝仗。
領隊及以後
1978年6月奇勒前往丁組的班士利擔任球員兼領隊，成功帶領球隊獲聯賽第四位，於1979年升級丙組。1979/80年球季列斯聯開季17戰僅獲4勝，球季結束後僅排於中游的第11位，因球迷的壓力而辭退領隊占美·亞當臣（Jimmy Adamson），在班士利任教有聲有色的奇勒於1980年10月獲邀返回球隊執掌帥印，首季帶領球隊排第9位。翌年形勢逆轉，從開季首場1-5負於史雲斯後即一厥不振，史篤城在聯賽最後一場3-0擊敗西布朗後反壓列斯聯，使到列斯聯降級乙組，而奇勒亦於1982年6月30日被解雇。奇勒及後執教斯肯索普及重返班士利亦不如意，他最後於1990年在林肯城任教僅6個月便被徹換，此後再沒有從事足球行業。奇勒現時居於林肯郡的斯肯索普，近年因膝蓋关节炎而不良於行。

## 一門五傑
阿倫·奇勒是五名從事職業足球員的奇勒兄弟的老二——其中四人曾橫跨30年分別在華素爾效力，法蘭（Frank James Clarke）是唯一從未效力過華素爾的奇勒兄弟，他曾踢過梳士貝利、昆士柏流浪、葉士域治及卡素爾；戴歷（Derek Clarke）分別效力華素爾、牛津联及奧連特；奇雲（Kelvin Clarke）只曾效力華素爾；而小弟弟韋恩（Wayne Clarke）成就較佳，曾分別效力狼隊、伯明翰城及愛華頓，在愛華頓贏得1987年聯賽冠軍，並曾代表英格蘭學童隊，於球員生涯晚期才加盟華素爾。

## 國際賽入球
| #  | 日期           | 場地                       | 對手         | 進球 | 比數 | 比賽               |
| -- | -------------- | -------------------------- | ------------ | ---- | ---- | ------------------ |
| 1  | 1970年6月11日  | 瓜達拉哈拉，哈利斯科體育場 | 捷克斯洛伐克 | 1-0  | 1-0  | 1970年世界盃       |
| 2  | 1970年11月25日 | 倫敦，溫布萊               | 東德         | 3-1  | 3-1  | 友誼賽             |
| 3  | 1971年5月12日  | 倫敦，溫布萊               | 馬爾他       | 3-0  | 5-0  | 1972年歐國盃外圍賽 |
| 4  | 1971年5月15日  | 貝爾法斯特，溫莎公園       | 北愛爾蘭     | 1-0  | 1-0  | 本土錦標賽         |
| 5  | 1973年2月14日  | 格拉斯哥，咸普頓公園       | 蘇格蘭       | 2-0  | 5-0  | 友誼賽             |
| 6  | 1973年2月14日  | 格拉斯哥，咸普頓公園       | 蘇格蘭       | 5-0  | 5-0  | 友誼賽             |
| 7  | 1973年5月27日  | 布拉格，傑內拉利競技場     | 捷克斯洛伐克 | 1-1  | 1-1  | 友誼賽             |
| 8  | 1973年9月26日  | 倫敦，溫布萊               | 奧地利       | 2-0  | 7-0  | 友誼賽             |
| 9  | 1973年9月26日  | 倫敦，溫布萊               | 奧地利       | 3-0  | 7-0  | 友誼賽             |
| 10 | 1973年10月17日 | 倫敦，溫布萊               | 波蘭         | 1-1  | 1-1  | 1974年世界盃外圍賽 |

## 榮譽
- 英格蘭甲組聯賽
  - 冠軍：1974年；
- 英格蘭足總盃
  - 冠軍：1972年；
  - 亞軍：1969年、1970年、1973年；
- 英格蘭慈善盾
  - 冠軍：1969年；
  - 亞軍：1974年；
- 國際城市博覽會盃
  - 冠軍：1971年；
- - 亞軍：1975年；

## 外部連結
- （英文） The Football Association:Allan Clarke Profile （页面存档备份，存于）
- （英文） Full Managerial Stats for Leeds United from WAFLL （页面存档备份，存于）
- （英文） Leeds United Legends: Allan Clarke （页面存档备份，存于）